# Wabi (logiciel)
Pour les articles homonymes, voir Wabi.
 (septembre 2015).
Wabi est un produit commercial de Sun Microsystems qui implémente les spécifications l'API Win16 de Microsoft Windows sur  Solaris ; une version pour Linux a aussi été distribuée par Caldera Systems. Wabi permet d'exécuter des applications développées pour la famille Windows 3.1.x et Windows pour Workgroups.
Quand la technologie a fait parler d'elle dans le début des années 1990, il a été suggéré que Wabi signifiait "Windows Application Binary Interface" mais avant sa sortie Sun a déclaré qu'il ne s'agissait pas d'un acronyme.
Le développement de Wabi a été arrêté en décembre 1997.